# جان بولس (تیرانداز)
جان بولس (انگلیسی: John Boles; ۳۱ ژانویهٔ ۱۸۸۸ – ۱۶ ژوئیهٔ ۱۹۵۲) تیرانداز اهل ایالات متحده آمریکا بود.
وی در مسابقات کشوری و بین‌المللی در مجموع برندهٔ ۱ مدال طلا، ۱ مدال برنز شده‌است.